# Oleksa Novakivskyi

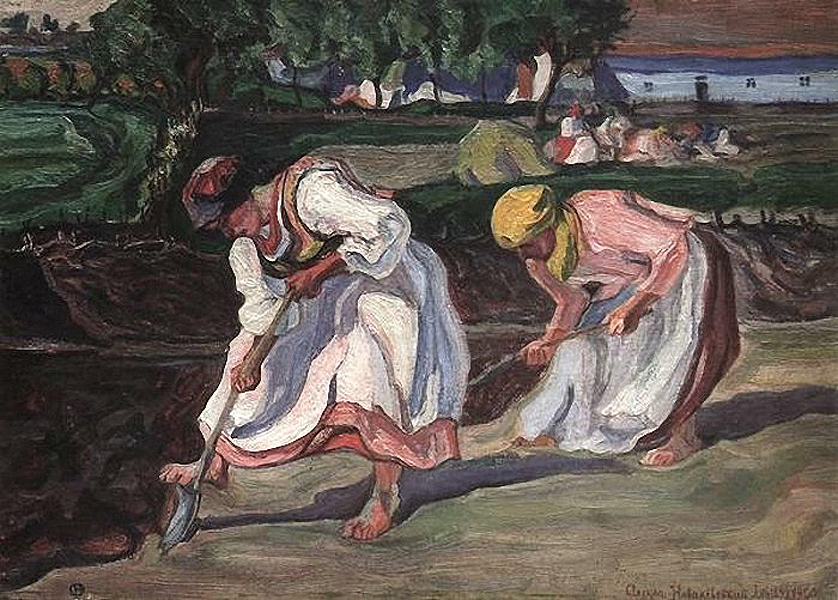
Creuser dans le jardin, 1920

Alexeï ou Oleksa Kharlampiyovych Novakivskyi (en ukrainien: Оле́кса Харла́мпійович Новакі́вський), né le 14 mars 1872 à Obodyvka, Trostianets Raion dans l'oblast de Vinnytsia, mort le 29 août 1935 à Lviv, est un professeur d'art et peintre ukrainien, connu comme impressionniste et naturaliste, puis symboliste et expressionniste.

## Biographie
Oleksa Novakivskyi naît le 14 mars 1872 à Slobodo-Obodivka, actuellement Nova Obodivka, dans l'oblast de Vinnytsia. Il est le fils d'un garde forestier qui travaille dans le domaine d'une famille aristocratique polonaise. Un noble local remarque son talent et lui fournit les moyens de poursuivre une éducation artistique. De 1888 à 1892, il étudie à Odessa avec l'aquarelliste et peintre décorateur Filip Klimenko (1862-c.1917). Un soutien supplémentaire lui permet de passer à l'Académie des Beaux-Arts de Cracovie, où il travaille avec Jan Matejko jusqu'à sa mort, puis avec Leon Wyczółkowski, entre autres. Il est diplômé en 1900, et obtient une médaille d'or.
Pendant une dizaine d'années, il réside dans le village de Mogila, maintenant à la frontière polono-ukrainienne, où il se consacre à la peinture de paysages. Il partage une maison avec une veuve âgée dont il épouse plus tard la fille. Sa première exposition est organisée dans le cadre de la Société pour le développement de l'art russe, en 1901, mais il attire peu d'attention jusqu'à son exposition personnelle à Cracovie en 1911.
Il s'installe à Lviv en 1913, avec le parrainage de l'archevêque métropolitain, Andrey Sheptytsky. Peu de temps après, il crée sa propre école d'art. La plupart des peintres renommés de la Galicie du début du XXe siècle y ont étudié, au moins brièvement. Ses œuvres font l'objet d'une autre exposition personnelle en 1920.
Son exposition la plus réussie date de 1921. De 1924 à 1925, il est le doyen des arts à l'université secrète ukrainienne.
Le style de Novakivskyi est plutôt naturaliste et de style impressionniste au début de son œuvre, puis il évolue vers le symboliste et l'expressionniste.
Il peint en tout plus de 500 huiles, mais beaucoup de ses toiles sont inachevées.
Il meurt le 29 août 1935 à Lviv, puis est enterré au cimetière de Lytchakiv.
Un musée lui est dédié et porte son nom : le Oleksa Novakivskiy Memorial Art Museum, fondé à Lviv en 1972,.

## Expositions personnelles
- Cracovie, 1911[1].
- Lviv, 1920[1].
- Lviv, 1921[1].

## Hommages
Un musée lui est dédié à Lviv, le Musée commémoratif d'art Oleksa Novakivskyi, dépendant du musée national de Lviv.

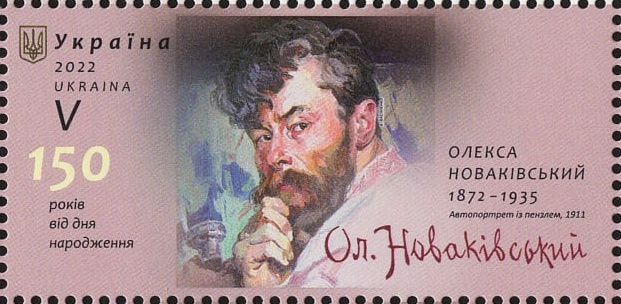
Un timbre
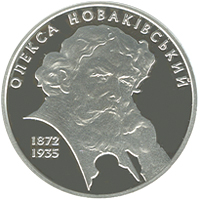
et une pièce de monnaie.